# 에밀 (책)
《에밀》(Émile, ou De l’éducation)은 장자크 루소가 쓴 교육서이다. 생전에 출간된 다섯 권에서 에밀이라는 가상의 소년을 등장시켜 이상적인 시민을 교육하는 방법을 제시한다. 루소의 사후 출간된 미완성작 Émile et Sophie에서 소피에게 에밀을 장가보내면서 시리즈가 마무리된다.

## 논지
루소는 인간을 교육하는 주체로 자연, 인간, 사물의 3자를 들어, 사람의 능력을 내부로부터 발전시키는 것은 자연의 교육이고, 이 교육을 어떻게 이용할 것인가를 가르치는 것은 인간의 교육이며, 우리가 접촉하는 주위의 사물에 대한 경험을 얻는 것은 사물의 교육이라고 보았다. 그리고 이 세 가지의 교육이 서로 모순될 때에 그릇된 인간이 형성되고, 조화를 이루고 동일한 목적에 집중될 때에 사람은 비로소 완전한 교육을 받게 된다고 보았다.
루소는 교육을 소극적인 것으로만 보아, 교육이 적극적으로 사람의 발육에 간섭하는 것은 부당하다고 주장하였다. 그가 말한 소극적 교육은 자연성의 내적 발전을 방해하는 모든 것을 저지하고, 인위적인 영향을 가하는 것을 피하는 교육을 뜻한다. 그러므로 교육은 도덕이나 진리를 가르쳐 주는 것이 아니라, 어린이의 마음이 악이나 옳지 못한 정신에 침해되지 않도록 보호해 주는 것이어야 한다고 말한다. 루소의 자연주의 교육은 교육방법상 중요한 계기를 이루었다. 즉 그는 자연적인 교육방법을 강조했다. 어린이들에게 그들의 생리상 필요한 모든 것을 충족시켜 주는 반면, 모든 간섭을 자제할 것이며, 운동을 자유롭게 시키고, 자발적으로 활동하도록 하는 교육이 필요하다고 생각했다.
루소가 주장한 교육관의 중요한 원리를 요약하면 첫째, 교육의 목적은 도덕적 자유, 즉 자유와 규율, 의지의 독립성과 사회정의를 양립시킬 수 있는 인간을 형성하는 데 있다. 둘째, 교육은 기존 문화의 전달에 의해 미래의 생활을 준비하는 것이 아니라, 그때그때의 생활 실천을 통해서 인생의 선과 악에 가장 잘 견딜 수 있는 인간을 형성해야 한다. 셋째, 교육내용의 선택도 지식의 체계에 대신하여 생활의 원리가 중시된다. 즉 수공적(手工的) 작업이 중시되고, 생산활동의 교육적 의의에 대한 올바른 이해가 촉구된다. 넷째, 어린이의 성장·발달의 각 단계는 각기 고유한 중요성을 지니고 있기 때문에, 교육방법은 그 고유한 성격에 맞추어 결정되어야 한다.

## 구성

### 1권
1권에서 루소는 그의 기초적 철학을 논의할 뿐만 아니라, 어떻게 한 아이를 사회에 적응해 나가도록 하는 방법의 개략도를 설명하였다.  그는 유아와 아이의 초기 육체적, 정서적 발달에 대하여 소개하였다.
에밀은 "온전히 자신만을 위한 자연인과 사회 안에서의 삶과 관련된 것들 간의 모순들을 해결하는 한 방법찾기"를 시도한다.  유명한 도입부는 교육프로젝트와 잘 어울리지 않는 데 다음과 같다. < 만물의 조성자의 손을 떠나야지만 모든 것이 선하고, 사람의 손안에 있으면, 모든 것이 타락한다.> 하지만, 루소는 모든 사회가 인간을 만들지, 시민을 만들지를 두고 둘 중에 하나를 선택해야 한다고 말한다.  그는 사람의 본성을 제거하는 (denature)하는 것이 필요한 데, 그것이 바로 사람의 천성적 본능을 억제하는 것이라고, 그의 작품 사회계약론에서 밝혔다. 하지만 이 과정이 전적으로 부정적이라고 루소는 보았지만, 그렇지 않다. 에밀은 고귀한 미개인의 상실을 슬퍼하는 대신에, 어떻게 자연인이 사회안에서 살 수 있는지를 설명하려고 노력하였다.
이 책에서 나온 루소의 제안은 아미, 교육개혁가들의 생각을 반복하여 말한것에 불과하다.  예를 들면, 존 로크의 방법이었던 '아이들의 신체를 계절, 기후,기아, 갈증, 피로와 같은 상황을 견디도록 증진시키는 것'을 중시하였다. 또한, 아기들의 몸을 보자기로 꽉 감싸는 행위(swaddling)의 위험성과 친모가 그들의 아기를 양육하는 잇점을 강조하였다.  루소는 모유 수유를 선호하였는 데, 그것이 친모가 그녀의 아이들을 돌보도록 만들며, 도덕적으로 그들 자신을 증진시키며, 자연적 감정이 심장이 박동할 때마다 일깨워지며, 그 상태가 재인간화된다고 보았다.  루소 전문가인 피터 지맥은 루소에 대해 ' 그는 의도적으로 그의 독자의 주위를 끌고, 마음을 움직이고, 그의 생각을 과장하기 위해 도발적이고, 현란한 어구를 찾으려고 노력하였다'라고 평가하였다.

### 2권
2권에서는 아이가 세상과의 초기 상호작용에 대하여 다루고 있다.  루소는 이 시기에 아이는 책으로부터는 조금 배우고, 오히려, 실물로부터의 상호작용으로부터 배울 것을 강조하는 데, 그것은 그의 감각을 발전시키고, 그들 안에 있는 유추작업을 유도케 하기 위함이다.  루소는 한 소년이 성공적으로 이 단계에서 교육되는 것을 예로 들어 끝맺고 있다.  아버지가 아들을 연날리기에 함께 가서, 아이가 유리창문으로도 연의 위치를 알 수 있다고 유추하도록 질문하게끔 한다.  이 방법은 아이가 교육받지 않았지만, 유추를 통하여, 실제 세계를 이해토록 가르치는 것이다.  이 접근 방법은 후에 몬테소리 교육법에 영향을 주었다.

### 3권
3권에서는 거래를 선택하는 것에 관한 내용이다.  루소는 아이가 성별과 나이에 적합하도록, 그의 취향에 적합하도록 적절한 롤 모델에 의해 수작업을 가르치도록 권하였다.

### 4권
일단 에밀은 육체적으로 강하고, 그의 주변에 있는 세상을 조심스럽게 관찰하도록 배웠으므로, 그는 교육의 마지막 부분인 감정에 대하여 배울 준비가 되었다.  "우리는 활동적이고 생각하도록 만들어졌다.  감정에 의해 이성을 완전하게 하면서 사람이 완전케 되도록 하는 것이다." 에밀은 청소년 때, 바로 루소가 믿었던 복잡한 사람의 감정들, 특히, 연민에 대하여 이해 할 수 있는 때가 되었다.  루소는 만일 아이가 청소년 때 다른 사람의 입장에 서 생각하는 것을 못 했다가 성장하여 하게 된다면, 그 때서야 세상으로 나가서 사회적으로 될 수 있다라고 생각하였다.  사춘기때 열정있는 에밀을 사회에 보냄과 동시에, 가정교사는 그에게 종교를 소개한다.  루소는 아이가 15-16살 때까지 영혼에 대한 개념을 이해할 수 없다고 생각하였다.  그는 " 신에 대해 반항하는 것보다 차라리 모르는 것이 낫다"라고 말하였다.  그는 종교의 추상적인 개념을 사춘기 때에는 이해가 불가능하므로, 단순히 암송하는 것으로 끝난다라고 말하였다.  그는 말미에서 자연 종교만을 받아들이도록 결론맺고 있다.
| “ | 아버지의 야망, 탐욕, 독재와 그릇된 방향으로 이끄는 식견 또한 나태한 소홀과 잔인한 무감각은 어머니의 무념의 부드러움보다 자녀들에게 백 배는 더 해롭다. | ” |

### 5권
5권에서 루소는 에밀의 아내가 될 소피의 교육에 대하여 말하고 있다.  루소는 소피가 이상적인 여인이며, 남자와 여자의 차이에 대하여 설명하고 있다.

## 같이 보기
- 장자크 루소